# ميخائيل ريس
ميخائيل ريس (بالإنجليزية: Michael Rees)‏ هو نحات أمريكي، ولد في 1958.